# 九龍巴士5D線
九龍巴士5D線是香港九龍市區的一條日間循環巴士路線，提供空調巴士服務，來往德福花園及紅磡。
本線是九巴由加入空調巴士服務改為全空調服務最快的路線，只有23日。

## 歷史
- 1981年12月1日：為配合德福花園入伙，5D線投入服務，來往德福花園及紅磡碼頭。
- 1985年7月8日：為配合九龍巴士25線永久停駛，5D線改為駛經啟德機場貨運區。
- 1987年6月8日：5D線繞經啟業邨及麗晶花園。
- 1996年7月1日：5D線改為循環線運作，往紅磡方向改經機場隧道（現啟德隧道），並不入紅磡碼頭總站。
- 1999年7月31日：改為只在平日繁忙時間提供服務，往德福花園方向不再經舊機場貨運區（現為機電工程署總部大樓）。
- 2000年11月21日：5D往紅磡方向不經機場隧道，改經太子道東、馬頭涌道及木廠街。
- 2002年11月30日：5D線增派空調巴士服務。
- 2002年12月23日：5D線改為全空調服務。
- 2013年7月31日：實施《2012-2013年度觀塘區巴士路線發展計劃》建議的改動[3]，往紅磡方向改經啟成街、承啟道、啟東道及協調道，不經啟祥道（香港輔助警察隊總部）及啟業邨外的一段太子道東；往德福花園方向繞經沐虹街及沐翠街，以服務啟晴邨及德朗邨一帶。同日起，調整班次至15-30分鐘一班[4]。
- 2015年4月13日：逢星期一至五上課日期間下午增設特別班次，由黃埔花園開往德福花園，行車路線及停站與正常班次相同[5][6]。
- 2015年5月18日：5S線投入服務，配合啟德工業貿易大樓啟用。
- 2015年9月5日：增設到站時間預報。[7]
- 2015年10月12日：5S線早上班次改由九龍灣站開出，下午開車時間改為18:15；來回程加經九龍灣商貿區，並於沿途增設中途站。
- 2015年12月19日：5S線增設與多條來往九龍東及新界專營巴士路線的八達通轉乘優惠。
- 2017年2月6日：5D線再次提升至全日服務，使用4部雙層巴士及1部單層巴士行駛，但服務時間卻縮短至晚上。
- 2017年7月31日：5S線停止服務，最後服務日期為同年7月28日。
- 2017年9月24日：為配合協調道天橋改為只往彩虹方向。往德福花園方向改為經景泰街、啟新道、隧道、協調道（繞經+調頭），然後返回協調道原有路線，並增設協調道工業貿易大樓分站。
- 2017年11月19日：為配合協調道西行支路重新開放，往紅磡方向於協調道西行改回復經上述支路返回太子道東西行原有路線，位於協調道西行的譽．港灣分站取消，改回停靠太子道東西行的同名分站。
- 2018年5月12日：5D線往德福花園方向加停太子道東景泰街分站。[8]
- 2020年12月6日：往德福花園方向駛至沐翠街後，改為經承啟道、啟成街、啟華街、宏光道，然後返回宏照道原有路線，並增設協調道啟德（德朗邨）、宏天廣場、啟禮道及麗晶商場分站。[9]
- 2022年8月21日：來回改經承啟道來往啟德至土瓜灣，並提早頭班車開出至06:00及延長尾班車開出時間至22:00。[10]
  - 往紅磡方向加停「啟德（啟晴邨）」、「啟德（德朗邨）」（南行）、「機電工程署總部」各站；往德福花園方向加停「美華工業中心」、「沐泰街」、「機電工程署總部」、「啟德（德朗邨）」（北行）各站；
  - 往紅磡方向不經宏光道、啟華街、承啟道（北行）、太子道東、馬頭涌道、木廠街，改經沐翠街、承啟道北行、沐虹街、沐翠街、承啟道（南行），取消「麗晶商場」、「宏天廣場」、「啟德（德朗邨）」（北行）、「沐虹街」、「譽·港灣」、「宋皇臺公園」、「宋皇臺道」、「北帝街」、「香港盲人輔導會」各站；
  - 往德福花園方向不經馬頭角道、馬頭涌道、太子道東、四美街、六合街、七寶街、啟新道、協調道、調頭、協調道、承啟道（南行）、沐虹街、沐翠街，取消「中華煤氣公司」、「欣榮花園」、「香港家庭計劃指導會」、「亞皆老街球場」、「富豪東方酒店」、「譽．港灣」、「景泰街」、「工業貿易大樓」、「啟德（啟晴邨）」、「啟德（德朗邨）」（南行）、「宏天廣場」、「啟禮道」、「麗晶商場」各站。
- 2023年4月24日：來回方向增設承啟道「德朗邨停車場」巴士站[11]。

- 2023年5月20日：來回方向增設協調道「東九龍總區警察總部」巴士站。[12]。

## 服務時間及班次
| 德福花園開           | 德福花園開  | 德福花園開   |
| 日期                 | 服務時間    | 班次（分鐘） |
| -------------------- | ----------- | ------------ |
| 星期一至五           | 06:00-08:00 | 20           |
| 星期一至五           | 08:00-22:00 | 30           |
| 星期六、日及公眾假期 | 06:00-22:00 | 30           |

## 收費
全程：$6.7
| - 本線設有12歲以下小童及65歲或以上長者半價優惠。 - 65歲或以上香港居民使用「樂悠咭」，以及12歲以下合資格殘疾兒童使用「殘疾人士身份」個人八達通繳付車資，均可享有每程$2.0或半價（以較低者為準）的票價優惠；12至64歲合資格殘疾人士使用「殘疾人士身份」個人八達通（包括「樂悠咭」），以及60至64歲香港居民使用「樂悠咭」繳付車資，均可享有每程$2.0或全費（以較低者為準）的票價優惠。 - 65歲或以上長者如使用長者或一般個人八達通繳付車資，則只可享有半價優惠；12至64歲合資格殘疾人士如不使用「殘疾人士身份」個人八達通，以及60至64歲人士如不使用「樂悠咭」繳付車資，必須繳付全費。 - 乘客可以現金或八達通於上車時付款，不設找續。 - 每位成人乘客可免費攜帶最多兩名4歲以下而不佔座位的兒童乘客乘車，超額之4歲以下小童必須繳付小童車費乘車。 - 持有「九巴月票」之乘客在車票有效期內，每日可享最多10程任何九龍巴士及龍運巴士路線（包括本路線，以及聯營路線的九龍巴士／龍運巴士提供的班次；惟乘搭機場「A」及「NA」線則可享原價二七折優惠（不會計算每天10次合資格車程））；而B1線則每日可享最多各2程（不會計算每天10次合資格車程）。 - 九龍巴士、城巴、龍運巴士及陽光巴士全職員工及家屬（不包括外判職員）可免費乘搭本路線，惟必須拍職員或職員家屬八達通。 - 乘客亦可透過多元化電子支付系統（e度嘟）繳付車資，包括使用非接觸式VISA卡、JCB卡、萬事達卡、銀聯卡、美國運通、大來國際、Discover Card、Apple Pay、Google Pay、Samsung Pay、AlipayHK「易乘碼」、支付寶、WeChatHK／微信支付「搭車碼」、銀聯雲閃付「乘車碼」及BOC Pay「乘車碼」。乘客使用此付款方式，使用此支付方式的乘客可享有中途下車之分段收費，以及與其他九巴／龍運獨營路線或聯營線九巴／龍運班次之轉乘優惠，惟不適用於與非九巴／龍運路線之轉乘優惠，亦不能享有「公共交通費用補貼計劃」及「長者及合資格殘疾人士公共交通票價優惠計劃」。 |

## 用車
現時本線使用4輛富豪B9TL 12米（AVBWU），有時都會派出 比亞迪B12D 12米（BED）
| 車隊編號 | 車牌   |
| -------- | ------ |
| AVBWU59  | PT 175 |
| AVBWU60  | PT 378 |
| AVBWU214 | RA 472 |
| AVBWU231 | RG2617 |

## 行車路線
經：德福花園天橋、偉業街、啟祥道、宏照道、沐翠街、承啟道、沐虹街、沐翠街、承啟道、土瓜灣道、馬頭圍道、蕪湖街、德民街、德安街、黃埔花園公共運輸交匯處、德康街、紅磡道、庇利街、馬頭圍道、土瓜灣道、承啟道、沐翠街、宏照道、啟祥道、偉業街及德福花園天橋。

### 沿線車站

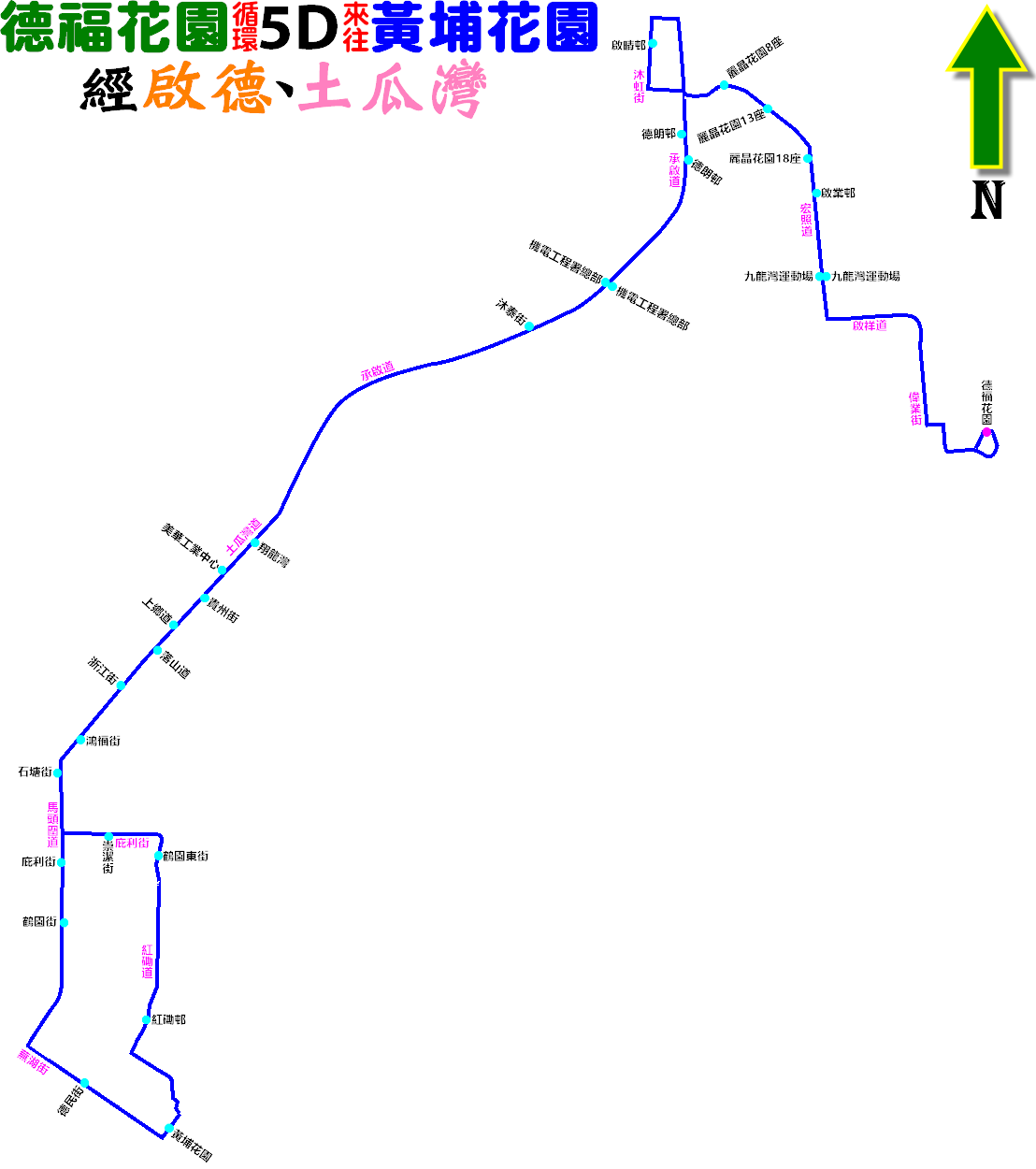
5D線的走線圖

| 德福花園開 | 德福花園開       | 德福花園開             |
| 序號       | 車站名稱         | 位置                   |
| ---------- | ---------------- | ---------------------- |
| 1          | 德福花園巴士總站 | 德福花園公共運輸交匯處 |
| 2          | 九龍灣運動場     | 宏照道                 |
| 3          | 麗晶花園18座     | 宏照道                 |
| 4          | 麗晶花園13座     | 宏照道                 |
| 5          | 啟德（啟晴邨）   | 沐虹街                 |
| 6          | 啟德（德朗邨）   | 承啟道                 |
| 7          | 德朗邨停車場     | 承啟道                 |
| 8          | 機電工程署總部   | 承啟道                 |
| 9          | 翔龍灣           | 土瓜灣道               |
| 10         | 貴州街           | 土瓜灣道               |
| 11         | 落山道           | 土瓜灣道               |
| 12         | 鴻福街           | 土瓜灣道               |
| 13         | 庇利街           | 馬頭圍道               |
| 14         | 鶴園街           | 馬頭圍道               |
| 15         | 德民街           | 德民街                 |
| 16         | 黃埔花園巴士總站 | 黃埔花園公共運輸交匯處 |
| 17         | 紅磡邨           | 紅磡道                 |
| 18         | 鶴園東街         | 紅磡道                 |
| 19         | 崇潔街           | 庇利街                 |
| 20         | 石塘街           | 馬頭圍道               |
| 21         | 浙江街           | 土瓜灣道               |
| 22         | 上鄉道           | 土瓜灣道               |
| 23         | 美華工業中心     | 土瓜灣道               |
| 24         | 沐泰街           | 承啟道                 |
| 25         | 機電工程署總部   | 承啟道                 |
| 26         | 德朗邨停車場     | 承啟道                 |
| 27         | 啟德（德朗邨）   | 承啟道                 |
| 28         | 麗晶花園8座      | 宏照道                 |
| 29         | 啟業邨           | 宏照道                 |
| 30         | 九龍灣運動場     | 宏照道                 |
| 31         | 德福花園巴士總站 | 德福花園公共運輸交匯處 |

## 客量
5D線主要方便乘客往返九龍灣及土瓜灣、紅磡，早年更方便前往舊啟德機場貨運區的市民通勤，為此路線客量的黃金時代；然而在1998年，香港國際機場遷往赤鱲角，機場貨運區亦同時搬遷至赤鱲角島，使此線失去原有來往機場貨運區的客源，另一方面，因宏照道至太子道東之行人通道啟用，不少啟業邨及麗晶花園居民選擇改為步行往彩虹交匯處乘搭其他交通工具來往，令5D線乘客量大幅下跌。九巴曾於1998年建議此路線永久取消，由224X線延長至德福花園取代原有區域，但未有成事，並在1999年改為只於平日繁忙時間服務。
直至2013年7月31日改經啟德發展區屋苑後，客量漸入佳境，沿途各站皆有大批乘客等候，使用單層巴士行走的班次皆會出現頂閘的情況，翌年全線改派雙層巴士行走。而九巴在《2016-2017年度黃大仙區巴士路線發展計劃》中進一步建議把本線擴展為每日清晨至晚上提供服務，並加密班次至15-20分鐘一班。
隨著承啟道伸延路在2018年通車，5D線亦於2022年獲建議改經承啟道，不經馬頭角道、馬頭涌道及太子道東，最終在同年8月21日實施。